# 凱西·薇瑟樂克
凱薩琳·"凱西"·薇瑟樂克（英語：Catherine "Cathy" Weseluck，1970年8月21日—）是一位加拿大演員、歌手及配音員，常於位於溫哥華的Ocean Productions工作。她以於不同動畫劇集中配音母親或小男孩角色而聞名，如《死亡筆記》中的尼亞及《彩虹小馬：友情就是魔法》中的穗龍。

## 外部連結
- 官方网站
- 凱西·薇瑟樂克在互联网电影资料库（IMDb）上的資料（英文）
- 凱西·薇瑟樂克的Facebook專頁
- 凱西·薇瑟樂克的X（前Twitter）